# Elena Quirici
Elena Norina Quirici (* 16. Februar 1994 in Baden AG) ist eine Schweizer Karateka.
Sie gewann Goldmedaillen bei den Karate-Europameisterschaften 2016 und 2018 im Einzel, 2018 auch beim Team-Kumite-Event. Sie ist damit die einzige Schweizer Karateka, die in allen drei Kategorien – Juniorinnen, U21 und Elite – den Europameistertitel gewonnen hat. 2012 gewann sie die Bronzemedaille bei der Weltmeisterschaft. Bei den Olympischen Sommerspielen 2020 in Tokio im Juli 2021 verpasste sie den Halbfinal und damit eine Medaille äusserst knapp. Im Oktober 2023 errang sie bei den Weltmeisterschaften in Budapest den Vize-Weltmeistertitel, als sie im Final gegen Weltmeisterin Irina Zaretska verlor.
Sie belegt zurzeit (August 2021) die folgenden Rankings: Welt –68 kg: 4, Premier League (2020/2021) –68 kg: 5, All time –68 kg: 2.

## Laufbahn
Bei der Karate-Weltmeisterschaft 2012 in Paris gewann sie eine der Bronzemedaillen beim 61-kg-Kumite-Event der Frauen.
2015 gewann sie bei der Karate-Europameisterschaft 2015 in Istanbul die Silbermedaille beim 68-kg-Kumite-Event der Frauen. Im Final unterlag sie der Österreicherin Alisa Buchinger. Im gleichen Jahr verlor sie bei den Europaspielen 2015 in Baku, Aserbaidschan, den Kampf um die Bronzemedaille beim 68-kg-Kumite-Event der Frauen.
2016 gewann sie die Goldmedaille bei der Karate-Europameisterschaft 2016 in Montpellier.
2017 nahm sie an dem 68-kg-Kumite-Event der Frauen bei den World Games 2017 in Wrocław, Polen, teil. In der Ausscheidungsrunde verlor sie zwei Kämpfe, ein Kampf ging unentschieden aus, womit sie den Halbfinal verpasste.
2018 absolvierte sie eine Spitzensport-Rekrutenschule bei der Schweizer Armee. Bei der Karate-Europameisterschaft 2018 im serbischen Novi Sad gewann sie die Goldmedaille beim Team-Kumite-Event zusammen mit Noémie Kornfeld, Ramona Brüderlin und Nina Radjenovic sowie die Goldmedaille beim 68-kg-Kumite-Event der Frauen mit einem Sieg über Alisa Buchinger, der sie 2015 noch unterlegen war. Zudem gewann sie das Open von Paris.
Anfang 2019 brach sie sich im Training erst die Nase und im Frühling eine Rippe. 2019 gewann sie bei der Karate-Europameisterschaft 2019 in Guadalajara, Spanien, die Silbermedaille und bei den Europaspielen 2019 in Minsk, Belarus, eine der Bronzemedaillen beim 68-kg-Kumite-Event der Frauen sowie den Premier-League-Wettkampf in Rabat. Im gleichen Jahr wurde sie zur Aargauer Sportlerin des Jahres 2019 gewählt.
2020 konnte sie an zwei Wettkämpfen in Spanien teilnehmen, die sie beide gewann.
Quirici beschäftigt zwei Trainer, David Baumann für Karate und Sportwissenschaftler Sandro Galli für die Athletik.

## Olympische Sommerspiele 2020
Elena Quirici war bereits für die Olympischen Sommerspiele 2020 in Tokio qualifiziert, bei denen Karate erstmals und einmalig olympische Sportart war, musste sich jedoch wegen der Covid-19-Pandemie-bedingten Verschiebung der Spiele auf Juli/August 2021 neu qualifizieren. Das dafür vorgesehene Weltcupturnier in Rabat wurde auf Oktober 2021 verschoben, stattdessen diente das Turnier in Lissabon (30. April bis 2. Mai) als Qualifikationsturnier. Nach dem Sieg gegen Feryal Abdelaziz (Ägypten) im Halbfinal verlor sie im Final jedoch klar gegen die Chinesin Gong Li und verpasste damit die Qualifikation. Nachdem die in Göteborg vom 16. bis 21. Mai vorgesehenen Europameisterschaften schon Ende 2020 abgesagt worden waren, blieb dafür nur noch das Turnier in Paris. Dort gewann sie dreimal in Serie und qualifizierte sich damit endgültig für die Olympischen Sommerspiele 2020.
Für die Spiele wurden die Gewichtsklassen bei Karate Kumite Frauen auf drei reduziert: –55 kg, –61 kg und +61 kg. Die World Karate Federation führt fünf Gewichtsklassen: –50 kg, –55 kg, –61 kg –68 kg und +68 kg, das heisst –50 kg und –55 kg sowie –68 kg (Elena Quiricis Gewichtsklasse) und +68 kg wurden zusammengelegt.
Elena Quirici verpasste den Halbfinal als Vorrundendritte ihrer Gruppe, punktgleich mit Abdelaziz und Gong Li, knapp wegen der geringeren Anzahl Wertungspunkte und gewann damit die angestrebte Medaille nicht.
Bei der Schlussfeier war sie die Fahnenträgerin der Schweizer Athleten.

## Privates
Elena Quirici wohnt bei ihren Eltern in Schinznach-Dorf.